# Hope Never Dies
A Hope Never Dies (magyarul: A remény sosem hal meg) a cseh Marta Jandová és Václav Noid Bárta dala, mellyel Csehországot képviselték a 2015-ös Eurovíziós Dalfesztiválon, Bécsben. A dal belső kiválasztás során nyerte el az eurovíziós indulás jogát, és 2015. március 10-én mutatták be nyilvánosan.

## Eurovíziós Dalfesztivál
A dalt az Eurovíziós Dalfesztiválon a május 21-i második elődöntőben adták elő, fellépési sorrendben nyolcadikként a Portugáliát képviselő Leonor Andrade Há um mar que nos separa című dala után, és az Izraelt képviselő Nadav Guedj Golden Boy című dala előtt. Az elődöntőben a tizenharmadik helyen végzett, így nem jutott tovább a május 23-i döntőbe.
A következő cseh induló Gabriela Gunčíková I Stand című dala volt a 2016-os Eurovíziós Dalfesztiválon.